# HD 32273
HD 32273，又名BD+01 886，SAO 112340、HR 1619，是一颗恒星，视星等为6.24，位于銀經198.14，銀緯-23.33，其B1900.0坐标为赤經4h 56m 49.2s，赤緯+1° -23.33′ 47″。